# ترزه گیزه
ترزه گیزه (انگلیسی: Therese Giehse؛ ۶ مارس ۱۸۹۸ – ۳ مارس ۱۹۷۵) یک هنرپیشه اهل آلمان بود. وی بین سال‌های ۱۹۲۰ تا ۱۹۷۵ میلادی فعالیت می‌کرد.
از فیلم‌هایی که وی در آنها نقش داشته‌است می‌توان به عروس معاوضه شده، آنا کارنینا، آخرین شانس و لاکومب، لوسین اشاره کرد.